# Enrico Norelli
Enrico Norelli (Grosseto, 21 giugno 1952) è uno storico delle religioni italiano.
I suoi studi vertono sulla storia del cristianesimo delle origini e sulla letteratura apocrifa.

## Biografia
Nato a Grosseto il 21 giugno 1952, si è laureato in lettere presso l'Università di Pisa e ha conseguito il dottorato in teologia presso l'Università di Ginevra.
Ha lavorato come ricercatore presso l'Istituto di Scienze Religiose di Bologna tra il 1975 e il 1982 e come bibliotecario presso l'Università di Bologna tra il 1977 e il 1989.
Tra il 1985 e il 1988 ha insegnato Storia della storiografia presso la facoltà di lettere dell'Università di Trieste.
Dal 1988 insegna a vario titolo presso la facoltà autonoma di teologia protestante dell'Università di Ginevra, dove dal 2004 occupa la cattedra di Storia del cristianesimo delle origini. 
È attivo studioso di letteratura apocrifa.

## Opere
Tra le molte opere pubblicate, in Italia è particolarmente noto per la sua Letteratura cristiana antica, scritta in collaborazione con Claudio Moreschini.